# Silvia de Sicilia
Santa Silvia de Roma, también conocida como Santa Silvia de Sicilia (*hacia 515 - † hacia 592), fue la madre del papa y doctor de la Iglesia san Gregorio Magno. Venerada como santa por la Iglesia católica, con festividad el día 3 de noviembre.
La información acerca de su vida es escasa. Su lugar de nacimiento en ocasiones es señalado como Sicilia y en ocasiones Roma. Aparentemente perteneció a una familia romana patricia, al igual que su esposo Gordiano. Y tuvo un segundo hijo aparte de Gregorio del cual, sin embargo, se desconoce su nombre.
Silvia se destacó por su gran piedad y por otorgar a sus hijos una excelente educación. Al morir su esposo, se entregó por completo a las prácticas piadosas y a una vida religiosa. Gregorio Magno tenía un retrato hecho de mosaicos de sus padres realizado en el monasterio de San Andrés, y en el que Silvia es retratada sentada, con el rostro visible, el cual, lleno de arrugas de la edad, era bello, los ojos eran grandes y azules, y la expresión era graciosa y animada.